# 4371 Федоров
4371 Федоров (4371 Fyodorov) — астероїд головного поясу, відкритий 10 квітня 1983 року.
Тіссеранів параметр щодо Юпітера — 3,488.